# Kisbeszterce
Kisbeszterce – wieś i gmina w południowej części Węgier, w pobliżu miasta Sásd.
Administracyjnie Kisbeszterce należy do powiatu Sásd, wchodzącego w skład komitatu Baranya i jest jedną z 27 gmin tego powiatu.